# Guillem de Montcada
Guillermo de Moncada (?, siglo XIII - Lérida, 1282) fue obispo de Lérida entre los años 1257 y 1278.

## Biografía
Pertenecía a una familia noble, hijo de Guillermo Ramón de Moncada y de Constanza, hija del rey Pedro II de Aragón.
Fue elegido obispo de la Diócesis de Lérida el día 4 de abril de 1257. Realizó un convenio con el prior de Roda de Isábena así como una concordia con los caballeros de la Orden del Temple, sobre las rentas y obligaciones hacia el obispado, firmadas en el año 1274.
El 31 de octubre de 1278, consagró la catedral de Lérida, a pesar de que las obras aún no estaban concluidas.
Fue sepultado en la capilla de san Pedro en la catedral leridana.
| Predecesor: Berenguer de Peralta | Obispo de Lérida 1257 – 1278 | Sucesor: Guillermo Bernáldez de Fluviá |